# 追光者
《追光者》（英語：Light Chaser Rescue），2022年的中國大陸民间公益救援题材電視劇，张彤执导，羅雲熙、吴倩领衔主演，是兩位第三次合作拍攝電視劇。於2021年7月5日在蘇州開機，同年10月杀青。於2022年10月14日在騰訊視頻和芒果TV播出。海外地区则由iQIYI国际版播出。

## 劇情簡介
律師羅本（羅雲熙 飾演）在一次道路救援中偶遇了醫師展顏（吴倩 飾演），結下了不解之緣。
後來在地震災區尋找妹妹，首次接觸到以青山隊長為首的公益救援隊員，並與展顏再次相遇，羅本被救援隊員與受難校長捨身救人的精神所感染，更為展顏救人的仁心所觸動。
後因緣際會加入了追光救援隊，成為一名優秀的救援隊員，並一次次的參與各種搶險救災行動，森林救援、溶洞救援、水上救援、冰山救援⋯⋯等等。
在災難面前，竭盡所能地挽救生命，以生命救援生命，羅本加入後貫徹救援隊的誓詞：“我志願加入追光救援隊，遵循人道、博愛、奉獻的志願精神，勤奮刻苦、努力訓練、團結友愛、自助助人，在各種危機面前竭盡所能地挽救生命。”
在經歷災難救援洗禮後，羅本最終成長成為了救援精英，接棒青山隊長的隊長之職，繼續帶領團隊弘揚公益救援的精神。

## 播出時間
| 頻道       | 所在地   | 日期           | 時間                   | 備註          |
| 騰訊視頻   | 中国大陆 | 2022年10月14日 | 週四-週六18:00每天2集  |               |
| 芒果TV     | 中国大陆 | 2022年10月14日 | 週四-週六18:00每天2集  |               |
| On Demand  | 马来西亚 | 10月24日       | 週一-週五              |               |
| FPT Play   | 越南     | 10月28日       |                        |               |
| Astro      | 马来西亚 | 10月29日       | 每天19:00              | 電視台308頻道 |
| 海峡卫视   | 中国大陆 | 2023年12月18日 | 每天18:35              |               |
| 港台電視31 | 香港     | 2023年12月22日 | 周一至周五 20:30-21:30 | 國劇830       |

## 演員列表

### 主要演員
| 演員   | 角色 | 介紹 |
| 羅雲熙 | 羅本 | 職業律師，青森地震遺孤，後被領養。 養父母去世之後，為了養家而放棄了內心想做的法援項目，只接商業項目與離婚案件。 因為獵鷹的感召而決定加入追光救援隊，刻苦訓練憑藉著他聰明靈活的頭腦，最終接棒成為追光救援隊的隊長，也成為律所的高級合夥人，終獲一段美好的愛情。 |
| 吴倩   | 展顏 | 醫師，母親在青森地震中逝世 |

### 其他演員
| 演員   | 角色     | 介紹 |
| 李明德 | 周明明   | 單純善良、熱情温暖。在參加追光救援隊訓練中，餘震來臨，他沒有放棄救助“傷員”，儘管救援難度係數很高，但他還是選擇了留下，周明明作為企業繼承人在瞭解到追光救援隊這一公益組織後，毅然選擇投身公益救援事業，去面對一切未知的危險與挑戰，成為一名“追光”少年。 |
| 李婷婷 | 丁丁丁   | 漫畫家、展顏表妹 |
| 徐紹瑛 | 熊非     | 主業:追光救援隊隊員，副業:外送員 |
| 楊安琪 | 羅源     | 羅本的妹妹、失語、特殊學校教師 |
| 紀煥博 | 大鵬     | 追光救援隊的隊員，與老婆經營一家裝備店 |
| 唐梓銘 |          | |
| 王瑞鋒 |          | |
| 林濛   | 小寶妈妈 | |
| 曾晨   | 羅本妈妈 | |
| 黃品沅 | 展青山   | 展顏爸爸，追光救援隊前隊長，本來是一名外科醫生。 但後來在青森地震中因為自己的失誤而痛失愛妻。 覺得自己應該成立救援隊幫助更多人。 |
| 劉海藍 | 阮靜姝   | |
| 李建義 | 查主任   | |

## 電視劇原聲帶
| 《追光者》電視劇原聲帶 | 《追光者》電視劇原聲帶 | 《追光者》電視劇原聲帶 | 《追光者》電視劇原聲帶 | 《追光者》電視劇原聲帶 |
| 曲序                   | 曲目                   |                        | 作曲                   | 演唱                   |
| ---------------------- | ---------------------- | ---------------------- | ---------------------- | ---------------------- |
| 1.                     | 星空（片頭曲）         | 段思思                 | 譚旋                   | 劉端端                 |
| 2.                     | 追光（片尾曲）         | 段思思                 | 譚旋                   | 劉宇寧                 |
| 3.                     | 我想變成一顆星（插曲） | 劉暢                   | 单喻龙                 | 嚴雯君                 |
| 4.                     | 心跳的褶皱（插曲）     | 向涵                   | 唐凱頓                 | 潘虹                   |